# Neue Rheinische Zeitung

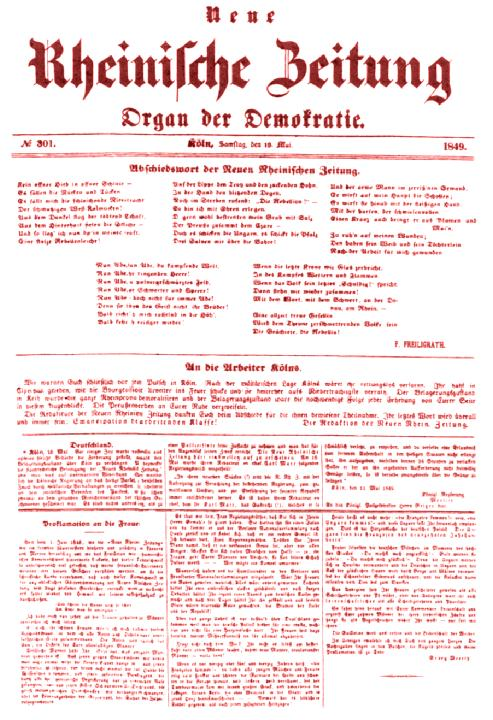
L'ultimo numero della Neue Rheinische Zeitung stampato con inchiostro rosso

La Neue Rheinische Zeitung: Organ der Demokratie (La Nuova Gazzetta Renana: Organo della Democrazia in italiano) fu un quotidiano tedesco, pubblicato da Karl Marx a Colonia tra il 1º giugno 1848 e il 19 maggio 1849, ultimo numero stampato in rosso. 
Il giornale era considerato dai suoi redattori e lettori come il successore di un precedente giornale di Colonia, il Rheinische Zeitung (Gazzetta Renana), anch'esso curato per un certo tempo da Karl Marx, che era stato soppresso dalla censura statale più di cinque anni prima.